# Imidazol
Imidazol é um composto orgânico de fórmula C3H4N2. Este composto aromático heterocíclico é classificado como alcaloide. Imidazol também pode se referir a classe de compostos heterocíclicos com estrutura de anel aromático similar, mas com vários substituintes. Esta classe de composto heterocíclicos e importante bloco de construção de compostos bioquímicos como histidina e seu hormônio relacionado histamina. Imidazol também serve como base ou ácido fraco. Muitos fármacos contêm o anel imidazólico, como antifúngicos e o nitroimidazol.

## Descoberta
Imidazol foi primeiramente sintetizado por Heinrich Debus em 1858, mas vários derivados de imidazole foram descobertos anteriormente, na década de 1840. Esta síntese, mostrada abaixo, utiliza glioxal e formaldeído na presenca de amônia . Ainda que seja considerada de baixa eficiência, esta reação ainda e utilizada.

## Estrutura e propriedades
Imidazol possui um anel planar de 5-membros, solúvel em água e outros solventes polares, com um dipolo de 3.61D. Sua ocorrência está relacionada a duas formas tautoméricas equivalentes, em função do átomo de hidrogênio poder estar localizado em qualquer um dos dois átomos de nitrogênio. É classificado como composto aromático em função da presença de um sexteto de ligações. Algumas estruturas de ressonância estão relacionadas abaixo:

## Anfotericidade
Imidazol é composto anfótero, i.e. pode ser usado como ácido ou como base. Como ácido, o pKa of e 14.5, sendo menos ácido do que  ácidos carboxílicos, fenóis, e imidas. O próton ácido está localizado no nitrogênio N-1. Como  base,o pKa do conjugado ácido e aproximadamente 7, tornando este composto cerca de sessenta vezes mais básico que piridina.

## Preparação

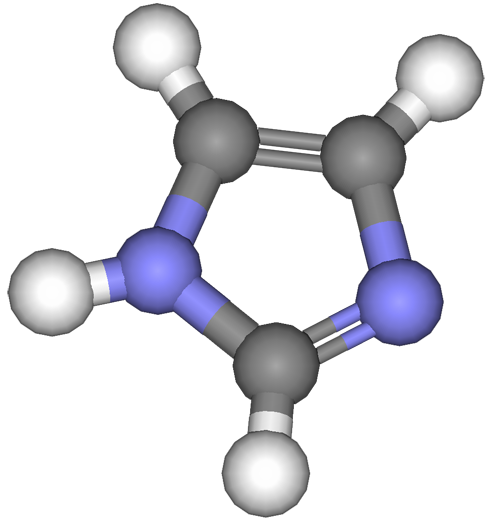
A ball-and-stick model of imidazole, showing carbon-carbon and a carbon-nitrogen double bonds.

Imidazol pode ser sintetizado por inúmeros métodos. Na literatura, estes métodos são comumente classificados de acordo com a forma e o número de ligações que são feitas para formar o anel imidazólico. Por exemplo, o método de Debus  forma as ligações (1,2), (3,4), e (1,5) utilizando cada reagente como um fragmento do anel, logo este seria um método de formação de 3 ligações, conforme pode ser visto abaixo:

## Aplicações biológicas
Imidazol está presente em várias moléculas de importância biológica, como o aminoácido histidina, que possui o anel imidazólico em sua cadeia lateral. Histidina pode ser descarboxilada e transformada em histamina, conforme abaixo:
Outra aplicação do imidazol é a purificação de proteínas recombinantes marcadas com um cauda de histina, através de cromatografia de afinidade com iões metálicos imobilizados. O imidazol  é utilizado na etapa de eluição, no qual um excesso deste composto é aplicado na coluna, competindo pela ligação com o metal através de coordenação química, libertando assim as proteínas.
Imidazole tem se tornado bastante importante para industria farmacêutica. Imidazoles sintéticos estão presentes em muitos fungicidas, antiprotozoários e anti-hipertensivos.  Imidazol também faz parte do composto teofilina, um estimulante do sistema nervoso central, encontrado em folhas de chá e em feijões. Também esta presente em fármacos anticancer, como mercaptopurina, que interfere no genoma.

## Aplicações industriais
Imidazol tem sido utilizado intensivamente como inibidor de processos corrosivos em metais de transição, como o cobre. Derivados de imidazol possuem importância industrial e tecnológica, como o polibenzimidazol (PBI). O PBI contem o anel imidazólico fusionado com o anel benzênico e possui e aplicado contra incêndios.

## Sais de imidazol
Sais de imidazol são formados através da protonação ou substituição no nitrogênio do imidazol. Estes sais são utilizados como precursores de carbenos estáveis. Sais onde o o imidazol esta desprotonado também são possíveis.

## Derivados do imidazol
Todos terminam em "azol":
- metronidazol
- clotrimazol
- miconazol
- cetoconazol
- ornidazol
- fenticonazol
- azanidazol
- propenidazol
- butoconazol
- omoconazol
- oxiconazol
- flutrimazol
- sertaconazol

## Indicações
Os derivados do imidazol são usados para tratar as seguintes micoses e protozoonoses:
- Balanite
- Candidíase
- Coccidioidomicose
- Dermatofitose
- Histoplasmose
- Infecções do trato gastrointestinal produzido por fungos
- Micose sistêmica
- Onicomicose
- Paracoccidioidomicose
- Pitiríase
- Tineas diversas
- Tricomoníase
- Vaginose ou vulvovaginite micótica